# 継続教育 (イギリス・アイルランド)
イギリスおよびアイルランド共和国における継続教育（けいぞくきょういく、英語: further education、FE）とは、若者、失業者、在職者を対象に主に資格取得のための教育訓練を行う制度である。
学卒者に対しては義務教育（中等教育）を終えた後の段階で行なわれる教育過程ではあるが、大学によって提供される高等教育とは区別されたものを指す用語であり、基本的に職業教育である。
イギリスにおいて16歳で中等教育段階を終えた後の進路は、高等教育（HE）に進む者はシックスフォーム過程 (Sixth form) に進学することとなるが、そうでない者は継続教育に進むこととなる。
継続教育によって与えられる称号の例としては、Postgraduate Certificate in Education（PGCE）、全国職業資格（NVQ）、ロンドン・シティ・ギルド協会、商業技術教育委員会（The Business and Technology Education Council, BTEC）、高等国家サーティフィケート（Higher National Certificate, HNC）、高等国家ディプロマ（Higher National Diploma, HND）、Foundation Degree（日本の準学士に相当するとされる） などがある。
継続教育は、特定の職業（例えば、経理士、積算士、都市計画家、獣医など）に就く資格を得るため、または大学編入資格への中間段階とされる。16歳以上の者であれば誰もが学ぶことができ、学ぶ場は主にFEカレッジであるが、ほかにも就業を通して学んだり、成人向けの教育組織や地域の教育組織で学ぶことも可能とされている。

## 各国における継続教育 (FE)

### イギリス
イギリス全国には467校の継続教育カレッジがある（2002年）。FEカレッジでは全国職業資格（NVQ）入門レベルからレベル3までの資格が取得できる。

#### イングランド
2001年から2010年まで、イングランドの継続教育 (FE) は、当時、教育機関への財政支援を行なう最大規模の政府機関であった学習技能委員会 (Learning and Skills Council, LSC) によって運営されていた。当時、LSCの予算は130億ポンドにのぼり、全国47の地域カウンシルが組織されていた。LSCは、義務教育修了後、16歳以上の学生の、特に技能面の職業教育における在籍率や成績を引き上げたいというイギリス政府の意向を受け、FEカレッジの改善と拡大という使命に取り組んでいた。近年の政府主導によるLSCや児童・学校・家庭省 (Department for Children, Schools and Families) による「Success for All」や「Skills Strategy」政策は、これを実現するために採られたものであった。
イングランドにおいて、FEセクターの一部と見なされているカレッジには381校ほど存在し、以下のものが含まれる。
- 総合継続教育 (General FE, GFE) カレッジ、第3期教育カレッジ (tertiary college)
- シックス・フォーム・カレッジ（英語版）（大学進学準備のための後期中等教育学校, およそ103校）[2]
- 専門教育カレッジ（主に農業・園芸、演劇・舞踏などを対象とする。例えば音楽学校、美術学校）
- 成人教育機関 (Adult education institutes)

加えて、中等教育を行う学校においても、16歳から19歳を対象とするシックス・フォーム校にもとより、より一般的に中等教育学校の中に設けられたシックス・フォーム課程においても、FEに相当するコースが提供される場合がある。
それまでの資質向上庁 (Quality Improvement Agency, QIA) とリーダーシップ優越センター (Centre for Excellence in Leadership, CEI) が統合再編された学習・技能改善サービス (Learning and Skills Improvement Service, LSIS) は、継続教育 (FE) セクターが所有する機構であり、学習や技能の面で FE における優越性と持続性の開発を支援している。その目標は、優越性を追求し、セクター内のあらゆる組織と協働関係を結びながら、このセクターが、現状の改善や戦略的な変化を、主体的に設計、委任、実施できるように能力を育成するところにある。
技術支援や助言は、Jiscが、イギリス国内の各カレッジで働いている者には無料で、各地方の支援センターのネットワークを提供している。
2007年9月から、イングランドのFE組織で働いている教員たちには、Qualified Teacher Learning and Skills (QTLS) という資格が求められるようになった。QTLSの第1段階は、「教えることへのパスポート (passport to teaching)」という単元である。第2段階は、全面的に教員としての訓練であり、典型的には修了まで最高5年くらいはかかる。この資格は、教授法の技能や、その他の実務技能をカバーするものであり、資格取得後も年に30時間の職能開発に継続して取り組むことが義務づけられている。
教員たちを雇用する経営者側への質の向上を目指す取り組みには、職業教育の質的改善に資するために設けられた、Training Quality Standard による認証があるほか、全てのFEカレッジや、FEの提供者には、定期的にオフステッド (教育水準監査院：Ofsted) による査察がある。
Lifelong Learning UK は、FEで教える教員の資質や水準に責任をもつ、独立した技能に関するカウンシルである。FE職員の労働組合には、University and College Union (UCU) や Association of Teachers and Lecturers (ATL) がある。シックス・フォーム・カレッジ、シックス・フォーム校、中等教育学校のシックス・フォーム課程の教員は、中等教育の教員を対象とした教員組合に加入することができる。
イングランドにおいては、FEを、職場教育、刑務所における教育、その他の、学校や大学に依らない教育・訓練とともに、より広い意味での学習・技能教育 (learning and skills) セクターの一部と見なすことがしばしばある。2009年6月以降、このセクターは、新設されたビジネス・イノベーション・職業技能省の管轄下に入ったが、（14歳から19歳を対象とした教育・訓練など）一部は児童・学校・家庭省の管轄となった。

#### 北アイルランド
北アイルランドにおける継続教育 (FE) は、それぞれ複数のキャンパスを構える6校のカレッジによって提供されている。北アイルランドにおいてFEの提供に責任をもっているのは、北アイルランドの雇用・学習省 (Department for Employment and Learning) である。
- Belfast Metropolitan College
- North West Regional College
- Northern Regional College
- South Eastern Regional College
- South West College
- Southern Regional College

ほとんどの中等教育学校にはシックス・フォーム課程が設けられており、生徒たちはそれぞれの学校で、さらに2年学ぶことによってASないしAレベルの課程を終えることができる。

#### スコットランド
スコットランドの継続教育カレッジは46校ほど存在し、16歳で義務教育を修了した後、職業教育のコースを選択した若者に教育を行っている。こうしたカレッジでは、SVQ、高等国家サーティフィケート（HNC）、高等国家ディプロマ（HND）の取得も可能な、多様な職業教育が、若者や年長の成人も対象にして行われている。高等教育の最初の2年分を、通常はHNDを取得する形で、FEカレッジで終えてしまい、その後に大学で学ぶという例もしばしばある。

#### ウェールズ
ウェールズにおける継続教育 (FE) は、以下の形態で提供されている。
- シックス・フォーム・カレッジ
- FEカレッジ（24校[2]）
- 中等教育学校におけるシックス・フォーム課程

ウェールズにおけるFEは、ウェールズ政府 (Welsh Government) の管轄下にあるが、以前はウェールズ議会に統合される前の Education and Learning Wales (EL Wa) が財政支援を行なっていた。

### アイルランド共和国
アイルランド共和国には、継続教育 (FE) カレッジが存在する。

### オーストラリア
オーストラリアでは、職業・継続教育 (technical and further education)、略して TAFE（「テイフ」[ˈteɪf] と発音される） と称される機関が、職業教育を中心に様々な第3期の教育のコースを設けており、その大部分は、National Training System/豪州資格フレームワーク(AQF)/Australian Quality Training Framework の制度化でコースの内容を保証している。この制度でカバーされている分野には、ホスピタリティ（接客業）、観光、建設、エンジニアリング、秘書技能、視覚芸術、情報技術、コミュニティ・ワークなど多様なものとなっている。
個々のTAFE組織は、通常はいくつものキャンパスを有しており、州や特別地域によって「カレッジ (college)」ないし「インスティテュート (institute)」と称している。TAFEカレッジは、各州や特別地域の政府が所有、運営、財政支援に当たっている。これに対し、高等教育 (HE) セクターでは、大学の大部分は州政府が所有しているものの、財政支援は大部分が連邦政府によって行われている。